# Кент (окръг, Тексас)
Вижте пояснителната страница за други населени места с името Кент.
Окръг Кент (на английски: Kent County) е окръг в щата Тексас, Съединени американски щати. Площта му е 2339 km², а населението - 859 души (2000). Административен център е град Джейтън.